# 臺灣民主國大總統
臺灣民主國大總統是1895年短暫存在的臺灣民主國之國家元首，前後共有兩位（唐景崧和劉永福）。

## 沿革
大清與日本帝國在1894年爆發甲午戰爭，同年年底，日本眼見勝利在望，前樞密顧問井上毅向日本首相伊藤博文遞呈漢文意見書，陳述領有臺灣的重要性，並指出如失此良機，再沒有機會。當時，兼任海軍教授、隸屬大本營的中村純九郎，也向海軍軍令部長樺山資紀提出「有關佔領台灣島的建議」，極力主張：臺灣為南中國海的咽喉，日本非把它納入版圖不可。
大本營接納井上與中村的意見，於1895年1月，決定佔領澎湖列島，同年3月26日，日清兩國尚在下關進行和談時，派遣比志島支隊把澎湖島加以佔領。為封鎖清國政府對臺灣的支援，佔領澎湖島是必要並有效的戰略。此佔領給台灣官民帶來衝擊，對日本佔領台灣的企圖感到不安。雖然日清兩國於同月30日簽署了停戰協定，因為台灣與澎湖列島被排除在停戰區域之外，不安情緒更為增高，台灣與澎湖列島割讓的傳說也增加了真實感。清國政府將和談會議上有關遼東半島與台灣割讓之事極力隱瞞，不過，台灣官民由外國人洋行得到情報，和談會議的內容約略已知。
由於日甲午戰爭的失敗，清廷於1895年4月17日被迫簽訂《馬關條約》，將臺灣和澎湖割讓給日本。清廷將台灣割讓給日本的決定，在台灣住民中引起了軒然大波。5月15日，台灣巡撫唐景崧與丘逢甲等人以「全臺紳民」的名義發電，曰：「臺灣已為清廷棄地，百姓無依，唯有死守，據為島國，遙戴皇靈，為洋屏蔽。」
當時部分台灣官員反對割讓，遂與一些台灣士紳共同合作，於5月23日發布「臺灣民主國獨立宣言」，24日將宣言譯成外國語並送至各國駐台領事館，25日上午9時舉行獨立典禮，宣佈成立「台灣民主國」。唐景崧被推為台灣民主國的大總統、劉永福被推為大將軍、丘逢甲則為副總統兼團練使。
6月下旬，餘眾又在台南擁立大將軍劉永福為民主國第2任總統，後臺南市為首都，設總統府於大天后宮。為籌措經費，甚至曾經發行鈔票、郵票。有些學者將劉永福在台南所建的政權稱之為「台南共和（Tainan Republic）」（Lung-chih Chang 1995, 7）或「第二共和（Second Republic）」（Long 1991, 26）。之後3個月，民主國和日軍發生不少規模不小的血戰，史稱乙未戰爭。但到十月下旬，劉永福也棄守，劉喬裝成一位老婦人，內渡中國大陸，逃離期間曾於台灣海峽公海之上，遭日本海軍艦隊扣押內渡中國大陸（1895年台海登船臨檢事件），日軍佔領台南後，這個短命政權也走向了滅亡。

## 大總統列表
| 任次 | 姓名   | 肖像 | 出身                                   | 籍貫   | 就任          | 離任           | 在位時間 |
| ---- | ------ | ---- | -------------------------------------- | ------ | ------------- | -------------- | -------- |
| 1    | 唐景崧 |      | 大清廣西省桂林府灌陽縣                 | 廣西人 | 1895年5月25日 | 1895年6月6日   | 13天     |
| 2    | 刘永福 |      | 大清廣東省廉州府欽州防城司古森峒小峰乡 | 客家人 | 1895年6月26日 | 1895年10月21日 | 3月26天  |